# Papuchelifer nigrimanus
Espèce
Papuchelifer nigrimanus est une espèce de pseudoscorpions de la famille des Cheliferidae.

## Distribution
Cette espèce est endémique de Nouvelle-Guinée orientale en Papouasie-Nouvelle-Guinée. Elles se rencontrent vers Soputa.

## Description
Le mâle holotype mesure 1,75 mm

## Publication originale
- Beier, 1965 : Die Pseudoscorpioniden Neu-Guineas und der benachbarten Inseln. Pacific Insects, vol. 7, no 4, p. 749-796 (texte intégral).